# Blade of the Ronin
Ne doit pas être confondu avec Blade of the 47 Ronin.
Albums de Cannibal Ox
Return of the Ox: Live at CMJ
(2005)
Blade of the Ronin est le deuxième album studio de Cannibal Ox, sorti le 5 mars 2015.
L'album s'est classé 12e au Top Heatseekers et 45e au Top R&B/Hip-Hop Albums et au Top Independent Albums.

## Liste des titres
Tous les titres sont produits par Bill Cosmiq, à l'exception de Blade: The Art of Ox, produit par Black Milk.
| No  | Titre                                                         | Contient un (des) sample(s) de                 | Durée |
| --- | ------------------------------------------------------------- | ---------------------------------------------- | ----- |
| 1.  | Cipher Unknown                                                |                                                | 1:59  |
| 2.  | Opposite of Desolate (featuring Double A.B.)                  |                                                | 3:32  |
| 3.  | Psalm 82                                                      |                                                | 3:24  |
| 4.  | The Power Cosmiq (featuring Kenyattah Black)                  |                                                | 4:54  |
| 5.  | Blade: The Art of Ox (featuring Artifacts et U-God)           | It's So Hard to Break a Habit des Webs         | 4:35  |
| 6.  | Pressure of Survival                                          |                                                | 0:23  |
| 7.  | Carnivorous (featuring Bill Cosmiq et Elzhi)                  |                                                | 4:30  |
| 8.  | Thunder in July (featuring Elohem Star, Space et Swave Sevah) |                                                | 4:34  |
| 9.  | Water                                                         |                                                | 3:59  |
| 10. | The Horizon                                                   |                                                | 1:43  |
| 11. | Harlem Knights                                                |                                                | 3:37  |
| 12. | Sabertooth (featuring Bill Cosmiq et Irealz)                  |                                                | 4:49  |
| 13. | Iron Rose (featuring MF DOOM)                                 | Introduzione-Paura-Liberazione de Fabio Frizzi | 4:02  |
| 14. | Solar System (Cosmos)                                         |                                                | 0:47  |
| 15. | The Fire Rises                                                |                                                | 3:17  |
| 16. | Gotham (Ox City)                                              |                                                | 4:34  |
| 17. | Unison                                                        |                                                | 0:24  |
| 18. | Vision (featuring The Quantum)                                |                                                | 3:43  |
| 19. | Salvation                                                     |                                                | 3:18  |